# Сабінов (округ)
Округ Сабінов — округ (район) Пряшівського краю в східній Словаччині з адміністративним центром в місті Сабинів.
Площа становить 545,5 км², населення 54 067 осіб (2001).

## Географія
На північному сході межує з Бардіївським округом, на сході та півдні з Пряшівським округом, на південному заході з Левочським округом, на заході з Кежмарським округом, на північному заході з Старолюбовняським округом. Розташовані Левоцька височина; Левоцькі полонини і  Люботинські пагорби.

## Населення
| Рік:            | 1994.  | 2004.   | 2014.   | 2024.   |
| --------------- | ------ | ------- | ------- | ------- |
| Кількість осіб: | 51 223 | 55 351  | 58 969  | 61 995  |
| Різниця:        |        | +8,05 % | +6,53 % | +5,13 % |

| Рік:            | 2023.  | 2024.   |
| --------------- | ------ | ------- |
| Кількість осіб: | 61 542 | 61 995  |
| Різниця:        |        | +0,73 % |

## Адміністративний поділ
На території округу знаходиться 43 населених пункти, в тому числі 2 міста: Сабинів (Сабінов) та Липани, села: Баєрівці, Бодовце, Брезовиця (Брезовіця), Брезовичка (Брезовічка), Червена Вода (Червона Вода), Червениця коло Сабинова, Далетиці (Далетіце), Др'єниця (Дрьєниця), Дубовиця (Дубовіця, Дубовіца), Дячів (Дячов), Ганигівці, (Ганиґівці, Ганіґівці), Губошовце, Яковяни (Яковани), Якубова Воля, Якубовани (Якубовяни), Яровниці (Яровніце), Камениця (Каменіца), Красна Лука, Кривани (Крівани), Лучка, Лютина, Мильпош (Мільпош, Мілпош), Нижній Славков (Нижній Славків), Олейників (Олеників, Олейніков), Ольшов, Островани, Печовська Нова Вес, Полома, Ратвай, Ражняни, Ренчишів (Ренчішів, Ренчішов), Рожковани, Шариські Дравці, Шариські Михаляни (Шариські Міхаляни), Шариські Соколовці (Шариські Соколівці), Тихий Потік, Ториса, Узовце, Узовські Пекляни, Узовський Шалґов (Узовський Шалгов), Висока.

## Україно-русинськагромада
Невелика частина населення цього окресу є україно-русинського, за віросповіданням греко-католики, або православні.